# Guallatire
Guallatire, también conocido como  Guallatiri o Guaillatire (del aimara: wallatiri ‘lugar de guallatas’), es una localidad situada en la comuna de Putre, en la Provincia de Parinacota, Región de Arica y Parinacota, en el norte de Chile. Se encuentra al sureste de Putre y al noreste del salar de Surire, en una llanura frente al volcán Guallatiri. Su población está mayoritariamente compuesta por descendientes aimara.
Una de sus elementos más destacados es la Iglesia de la Virgen de la Inmaculada Concepción, construida en el siglo XIX y orientada hacia el volcán, La iglesia está rodeada por un muro con un campanario que presenta pináculos en sus esquinas, y todo el conjunto está pintado con cal blanca. 
Guallatire se encuentra dentro de la Reserva Nacional Las Vicuñas.

## Etimología
Según Mamani, la etimología del topónimo "Guallatire" proviene del vocablo aimara "Wallatiri", que significa "hábitat de wallata":

Wallata = ganso andino; /-iri/ sufijo que indica hábitat o habitual.
Mamani Mamani, Manuel

## Historia
En el año 1648 el pueblo de Guallatire se incluyó en el Cacicazgo de Codpa, luego que este se escindiera del Cacicazgo de Tacna.
En lo eclesiástico,  en el siglo XVII el pueblo de Guallatire pertenecía a la Doctrina de Codpa, dependiente del Obispado de Arequipa. A partir del año 1777, luego de la división de la Doctrina de Codpa, pasó a ser parte de la Doctrina de Belén.

## Economía
La actividad económica tradicional es la crianza de camélidos para la comercialización de su carne y lana.

## Demografía
Salvo los miembros de Carabineros que trabajan en retén, la población de Guallatire es de origen aimara.
| Coordenadas                                 | Altitud          | Localidad  | Categoría | Población (censo 2002) | Población masculina | Población femenina | Viviendas (censo 2002) |
| ------------------------------------------- | ---------------- | ---------- | --------- | ---------------------- | ------------------- | ------------------ | ---------------------- |
| 18°29′52″S 69°9′14″O / -18.49778, -69.15389 | 3.100 m s. n. m. | Guallatire | Caserío   | 15                     | 9                   | 6                  | 37                     |

## Organización social y política
El pueblo de Guallatire es una marka o poblado central aymara que agrupa diversas jach’a uta y antas (estancias o ayllu), donde residían comuneros emparentados que se congregaban en el pueblo para actividades cívicas y fiestas religiosas. Está conformado por una serie de estancias o pequeños caseríos situados en áreas de pastoreo de grupos patrilíneales, entre ellos, Japu, Misitune, Chivatambo, Tambocollo, Choquelimpe, Fundición, Negramane, Churiguaylla, Lliza, Vichuta, Ancalle, Cruzane, Lauca Vilaque, Vislubio, Vizcachani, Guaramalla, Botijane, Sayavinto, Chullpa-Visalla, Pisarata, Quilvire, Chuwa, Catanave, Surasurane, Ancoñocone, Vilacollo, Puquios, Paquisa, Ancuta y Ungallire.

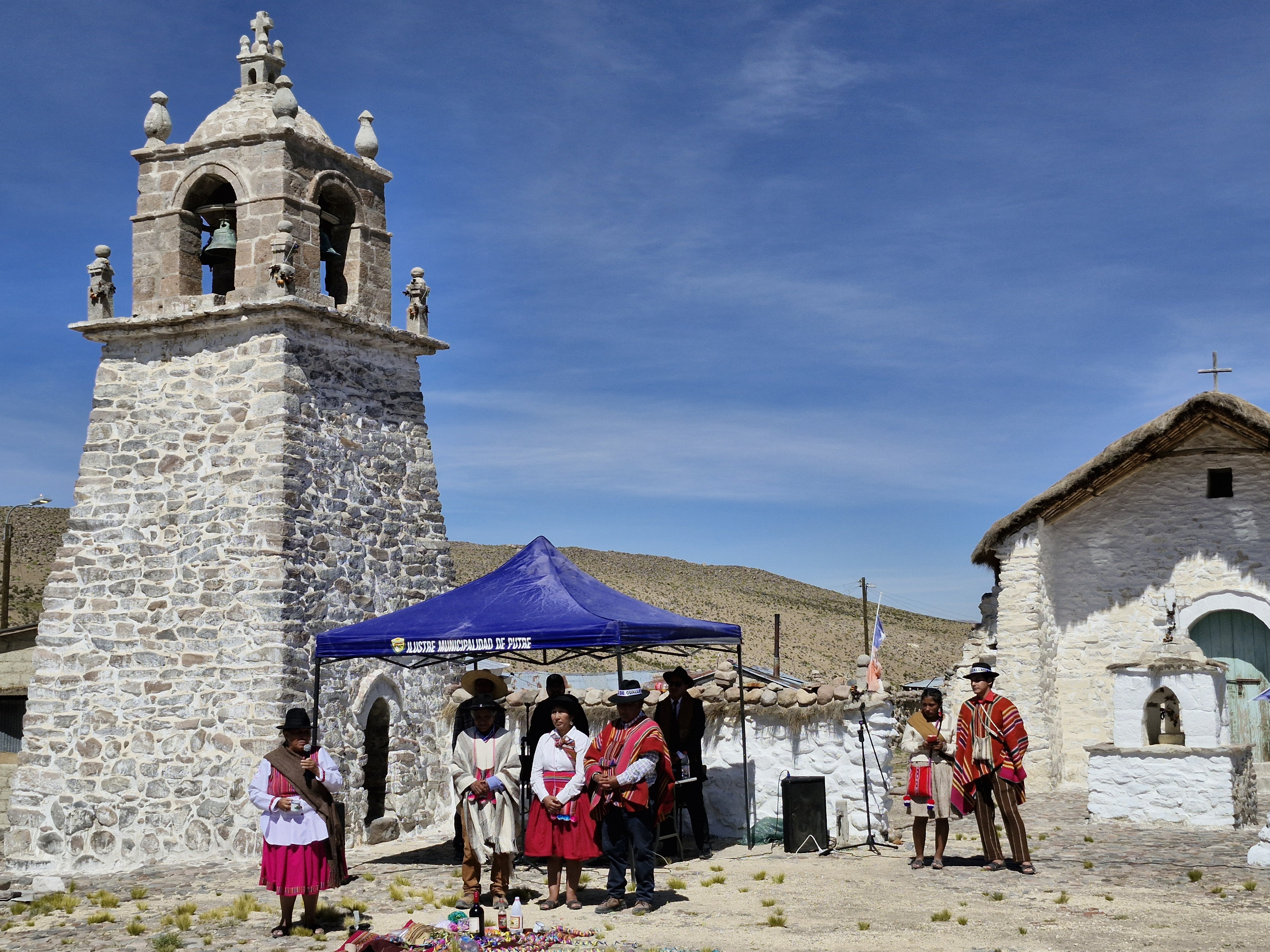
Ceremonia de cambio de mando de la Mesa Técnica Regional de Ganadería Camélida en el poblado de Guallatire, comuna de Putre

## Actividades y eventos
Dentro de las festividades religiosas - culturales más destacadas:
- 40 días antes de Semana Santa: anata o carnaval andino: puede decirse que es la más importante de la comunidad.

- 24 de junio: San Juan, fiesta patronal: la comunidad participa en una misa y luego en una procesión por las calles del pueblo, terminando en la sede social.

- 25 de julio: San Antonio, fiesta patronal: en la víspera, un grupo de músicos llamados ‘Compañía’, toca sus zampoñas en torno a una hoguera. Luego, en la mañana, se celebra una misa y posterior procesión. Hay cánticos destinados al Santo patrono.

- 22 de septiembre: Inmaculada Concepción.Iglesia de la Virgen de la Inmaculada Concepción de Guallatire

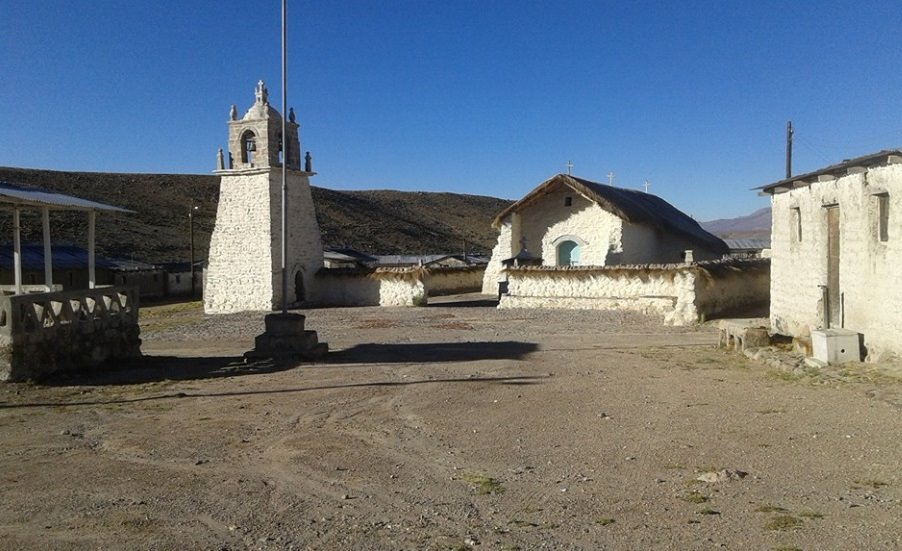
Iglesia de la Virgen de la Inmaculada Concepción de Guallatire

## Atractivos turísticos

### Iglesia de la Virgen de la Inmaculada Concepción de Guallatire
Es un templo de estilo barroco andino, construido en el siglo XIX a petición de la Comunidad, ya que la primitiva iglesia del siglo XVIII se encontraba distante de la localidad. 
Pertenece a un grupo de templos católicos agrupados bajo la denominación «Iglesias del Altiplano», que postulan a ser declarados al Patrimonio Mundial de la UNESCO.
En el año 2012 el Gobierno de Chile lo declaró Monumento Nacional en la categoría Monumento Histórico.